# سیارک ۹۹۸۶۲
سیارک ۹۹۸۶۲ (به انگلیسی: 99862 Kenlevin، نامگذاری:2002OD25) نود و نه هزار و هشتصد و شصت و دومین سیارک کشف شده‌است که در ۲۳ ژوئیه ۲۰۰۲ کشف شد.